# Svartfotad iller
Svartfotad iller (Mustela nigripes) är en art i familjen mårddjur som förekommer i Nordamerika. Arten blev under 1900-talet nästan utrotad och kategoriserades 1970 som utdöd. 1981 lokaliserades en mindre koloni nära Meeteetse i Wyoming som utgör ursprunget till dagens population.
Artepitet i det vetenskapliga namnet är sammansatt av de latinska orden niger (svart) och pes (fot).

## Utseende
Svartfotad iller har som många arter i samma släkte en långsträckt kropp och korta extremiteter. Framtassarna är jämförelsevis stora med kraftiga klor för att gräva i marken. Pälsen är huvudsakligen gulbrun och vid huvudet vit med en svart mask runt ögonen. Även nedre delen av benen och svanstippen är svarta. Kroppslängden (huvud och bål) ligger mellan 38 och 60 cm och vikten mellan 0,65 och 0,85kg för honor respektive mellan 0,9 och 1,1 kg. Hanar är i genomsnitt 10 % större än honor. Svansen blir 11 till 15 cm lång.

## Utbredning
Utbredningsområdet för den svartfotade illern var ursprungligen prärien i mellersta Nordamerika, och sträckte sig från Alberta och Saskatchewan till Arizona och Texas. Idag finns mindre populationer i Montana, South Dakota, Wyoming och Arizona. Dessa djur avlades fram ur en mindre grupp från Wyoming och sedan återintroducerade (se mer nedan).

## Ekologi
Den svartfotade illern är beroende av präriehundar både som byte och eftersom den använder deras gryt som viloplats. Den jagar under skymningen och natten och vilar under dagen i sitt gryt. Svartfotad iller lever ensam och försvarar sitt revir mot artfränder av samma kön. Nästan 90% av dess föda utgörs av präriehundar. De äter även andra mindre däggdjur som ekorrar och möss. Under kalla årstider blir individerna slö och de kan stanna upp till en vecka i boet. Reviret är vanligen 40 till 60 hektar stort.

### Fortplantning
Efter parningstiden som ligger i mars och april och dräktigheten som går över 42 till 45 dagar föder honan en till sex (i genomsnitt tre) ungar. De befruktade äggen vilar en tid innan den egentliga dräktigheten börjar. Ungarna är vid födelsen hjälplös, blinda och kroppen är täckt med korta vita hår. Efter cirka 42 dagar syns de för första gången utanför grytet. Under hösten skiljer sig ungdjuren från sin mor och efter ungefär ett år är de könsmogna. Medellivslängden i fångenskap ligger vid tolv år.

## Systematik
Vissa auktoriteter menar att svartfotad iller utgör samma art som Mustela eversmanii.

## Status och hot

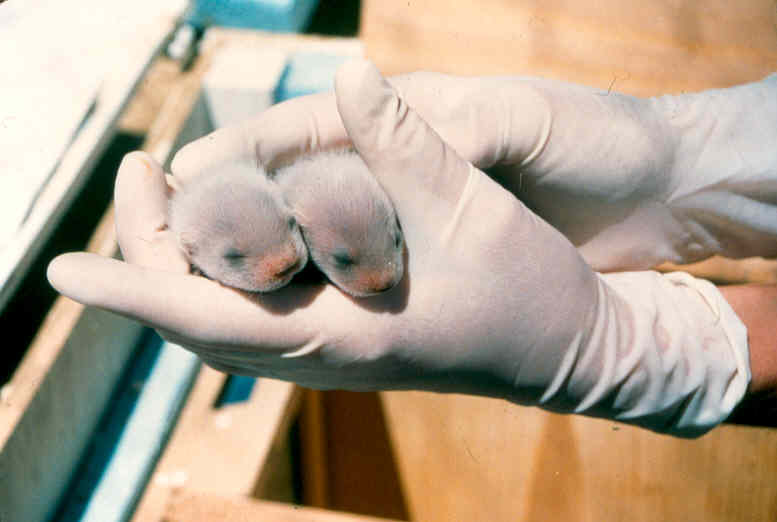
Nyfödda ungar av svartfotad iller.

Fram till början av 1900-talet var svartfotad iller vanlig i Nordamerika. Men arten minskade på grund av den omfattande utrotningen av präriehund, som betraktades som skadedjur. Redan under 1960-talet var arten mycket sällsynt och under 1970-talet betraktades den som utdöd. 1981 hittades en tidigare okänd koloni i Meeteetse i Wyoming. Arton individer infångades under perioden 1985-1987 vilka utgjorde grunden i ett avelsprogram för att skapa ett större bestånd. 1987 inträffade en epidemi bland präriehundar vilket minskade den vilda populationen än mer. Men avelsprogrammet var framgångsrikt och 1991 återintroducerade de första illrarna i Wyoming. Allt som allt har 18 populationer återintroducerade i USA och i Mexiko, varav tre inte behöver vidare individförstärkning från avelsprogrammet. Det finns idag ingen känd ickeintroducerad population i det vilda och endast tre populationer har adulta individer som är födda i det vilda. Det vilda beståndet uppskattades 2008 till maximalt 1000 individer. Projektet avlar fram över 240 nya illrar varje år.[källa behövs]